# Les Porteuses de fagots
Les Porteuses de fagots est un tableau réalisé par le peintre français Jean-François Millet vers 1852. Cette huile sur toile est une scène de genre qui représente deux paysannes transportant de lourds fagots de bois dans une forêt au crépuscule. L'œuvre fait partie depuis 1922 des collections du musée de l'Ermitage, à Saint-Pétersbourg, en Russie.